# 玄信寺
玄信寺（げんしんじ）は、東京都江東区にある浄土宗の寺院。

## 概要
1629年（寛永6年）、関東郡代伊奈忠順の妻の理照院の開基である。元々は深川下佐賀町（現・東京都江東区佐賀）に位置していたが、1641年（寛永18年）に現在地に移転した。
伊奈忠順は、関東郡代として深川地区の埋め立て工事を行っていたため、当地とは縁があり、妻の理照院としても馴染みの土地であった。

## 墓所
- 理照院（開基、伊奈忠順の妻）
- 三代目鼈甲斎虎丸（浪曲師）
- 紫檀楼古喜（狂歌師）
- 紀伊國屋文左衛門縁者

文左衛門本人の墓ともいわれているが、実際は縁者のものとみられている。

## 交通アクセス
- 門前仲町駅より徒歩6分。